# Gymnophyton spinosissimum
Gymnophyton spinosissimum là một loài thực vật có hoa trong họ Hoa tán. Loài này được Phil. mô tả khoa học đầu tiên.